# Synapte
Synapte is een geslacht van vlinders van de familie dikkopjes (Hesperiidae), uit de onderfamilie Hesperiinae.

## Soorten
- S. infusco Nicolay, 1980
- S. lutulenta (Herrich-Schäffer, 1869)
- S. malitiosa (Herrich-Schäffer, 1865)
- S. salenus (Mabille, 1883)
- S. silius (Latreille, 1824)
- S. syraces (Godman, 1901)